# Selmes
Selmes ist eine Gemeinde (freguesia) in Portugal und gehört zum Landkreis von Vidigueira, mit einer Fläche von 137,5 km² und 780 Einwohnern (Stand 19. April 2021). Dies ergibt eine Bevölkerungsdichte von 5,7 Einw./km².